# ハクモクレン
ハクモクレン（白木蓮、白木蘭、学名: Magnolia denudata）は、モクレン科モクレン属に属する落葉高木の1種である。早春の葉が展開する前に、白色の大きな花が上向きに咲く（図1）。花被片は9枚で萼片と花弁は分化していない。中国南部原産であるが、日本など世界各地で庭木や街路樹として植栽されている。つぼみを風乾したものは辛夷（しんい）とよばれ、生薬とされる。

## 名称
和名のハクモクレンのうち「モクレン（木蓮）」は、ハス（蓮）に似た花をつける木の意味であり、花が白いため「白木蓮（はくもくれん）」と名付けられた。
別名として、ハクレンまたはビャクレン（白蓮）、ハクレンゲ（白蓮花）、イトマキザクラ（糸巻桜）などがある。

## 特徴
落葉広葉樹の高木。大木になるのが特徴であり、ふつう高さ5–15メートル (m)、胸高直径20–30センチメートル (cm) ほどであるが（図1、下図2a, b）、大きなものは高さ 25 m、胸高直径 1 m になる。樹皮は灰白色で平滑（下図2c）、老木でも裂け目はない。一年枝はやや太く、黄褐色。小枝は灰褐色。
葉は互生し、葉身は倒卵形から楕円状卵形、6–15 × 6–10 cm、葉の基部よりも先端に近いほうが幅広く、葉縁は全縁でやや波状、基部は広いくさび形からほぼ円形、先端は短く突出する（下図3a）。葉脈は羽状、側脈は7-10対。葉の質は紙質でやや厚く、表面はわずかに光沢がある緑色で粗毛があり、裏面は薄緑色で葉脈上に軟毛が多い。葉柄は長さ 1–2.5 cm、向軸側に狭い溝がある。托葉は大型で芽を包み、早落性。春の若葉は、花後に芽吹いて展開する。秋になると黄葉して、葉が黄色く染まる。紅葉しはじめは緑色が抜けきれないことが多いが、次第に黄色く濃くなり、褐色に近づく。落葉後は枝先に来春用の花芽ができている。
冬芽は互生し、葉芽は小さく長さ 1–2 cm、灰色の伏毛で覆われる。葉痕はV字形や三日月形で維管束痕が多数あり、枝を1周する托葉痕が目立つ。花芽は大きく長さ 2–2.5 cmの長卵形、長枝の先端に副芽を伴ってつき、白く長い軟毛で覆われた芽鱗に包まれており、よく目立つ（下図3b）。芽鱗は托葉2枚と葉柄基部が合着して、帽子状に冬芽を覆っている。
花期は2–4月（日本で見られるモクレン類のなかでは最も花期が早い）、葉が展開する前に直径 10–16 cm（よく似たコブシよりも一回り大きい）ほどの大きな両性花が上向きに開花する（上図3c, 下図4a）。つぼみが日に当たると、一斉に開花して枝を覆い、花の開き始めは先端が北を向いている。花被片は狭倒卵形、6-8 × 2.5-4.5 cm、白色だがときに基部がピンク色を帯び、萼片と花弁は分化しておらず、ふつう9枚が3枚ずつ3輪につく（下図4a）。花が咲いているときに晩霜に当たってしまうと、白い花被片が傷んで褐色に変色してしまうことがある。雄しべは多数がらせん状につき、扁平な棒状で長さ7-12ミリメートル (mm)、葯は側向葯で長さ 6-7 mm、葯隔は突出する（下図4b）。雌しべは多数がらせん状につき、離生心皮、淡緑色、子房は 3-4 mm、花柱は約 4 mm（下図4b）。花は蜜を分泌しないが強い芳香を発し、甲虫など花粉食の昆虫によって送粉される。花の匂いの主成分は、ペンタデカンである。
果期は8–10月、個々の雌しべは袋果となり、花軸が伸長して 12-15 × 3.5-5 cm ほどのこぶし状の集合果（集合袋果）になる (上図4c)。袋果は背縫線で裂開し、赤い肉質種皮で覆われた種子が珠柄に由来する白い糸で垂れ下がる。種子は心形、やや扁平、約 9 × 10 mm。日本では、花つきはよいが、あまり結実しない。染色体数は 2n = 76, 114。
精油を含み、枝や樹皮にはシネオールやテルピネオール、葉にはカリオフィレンやネロリドール、花にはシネオールが多い。

## 分布・生態
原産地は中国東南部から西南部。日本を含む温帯域の世界各地で庭木や街路樹として植栽されている。
自生地では、標高500から1,000メートルの森林に生育する。

## 人間との関わり

### 鑑賞
ハクモクレンは、庭木や街路樹として世界中の温帯域で植栽されている（下図2a）。学校の校庭や寺社の境内などにも、よく植えられている。また、木材用ともされる。実生や挿し木、接ぎ木により増やすが、実生は開花まで10年以上かかることもある。日当たりがよく、水はけがよい肥沃な土壌を好む。施肥は冬と9月頃に行い、若木には春にも行う。病虫害は比較的少ないが、カミキリムシやカイガラムシの害が報告されている。
ハクモクレンとシモクレン（モクレン）の交雑種であるソコベニハクモクレン（ソトベニハクモクレン、ニシキモクレン、学名: Magnolia × soulangeana Soul.-Bod., 1826）は、花被片が両親種の中間的な色（白色から紫紅色）を示し、またハクモクレンとは異なり萼片と花弁の分化が明らか（外側の花被片が内側の花被片の半分ほど）とされる。この交雑種は欧米で最も人気があるモクレン属の花木であり、この交雑種はサラサモクレン（サラサレンゲ）とよばれることも多いが、この名は花被片の外面が紅紫色になるハクモクレンの変種（学名: Magnolia denudata var. purpurascens (Maxim.) Rehder & E.H.Wilson）ともされ、上記のソコベニハクモクレンとは異なり花被片が全て同大とされる。ソコベニハクモクレン（またはサラサモクレン）は、観賞用に広く利用されている（上図2b–d）。
「白木蓮」や「はくれん」は仲春の季語である。ハクモクレンには花言葉が多く、「気高さ」、「高潔な心」、「荘厳」、「崇敬」、「崇高」、「慈悲」、「自然への愛」、「自然な愛情」などがある。

### 薬用
ハクモクレンなどのつぼみを風乾したものは「辛夷（しんい）」とよばれ、鼻炎や頭痛、熱、咳などに対する生薬とされることがある。主な成分としてフェニルプロパノイドのメチルカビコール（methylchavicol）、モノテルペンの α-ピネン（α-pinene）やシネオール（cineole）がある。漢方薬では、葛根湯加川芎辛夷や辛夷清肺湯などに配合されている。

### シンボル
自治体の花
- 群馬県高崎市[37]
- 埼玉県南埼玉郡宮代町[38]
- 大阪市城東区：「モクレン」としての指定だが、区ホームページではハクモクレンを写真紹介し[39]、大阪市立城東区民センターではシモクレンとハクモクレンの両方をホームページで区の花として例示している[40]。

自治体の木
- 名古屋市東区：「モクレン」としての指定だが、ハクモクレンとシモクレンの2種とも区の木として紹介している[41]。

## 分類
ハクモクレンの学名としては、一般的に Magnolia denudata Desr., 1792 が用いられる。しかし、Buc'hoz (1779) が記載した Lassonia heptapeta Buc'hoz, 1779 もハクモクレンであると考えられており、この名に基づく Magnolia heptapeta (Buc'hoz) Dandy, 1934 を用いるべきとする意見もある。
モクレン属を複数の属に細分する場合は、ハクモクレンは Yulania に分類されることがある（Yulania denudata (Desr.) D.L.Fu）。しかし2022年現在、ハクモクレンはふつうモクレン属に含められ、モクレン属のハクモクレン節（section Yulania）に分類される。

## ギャラリー

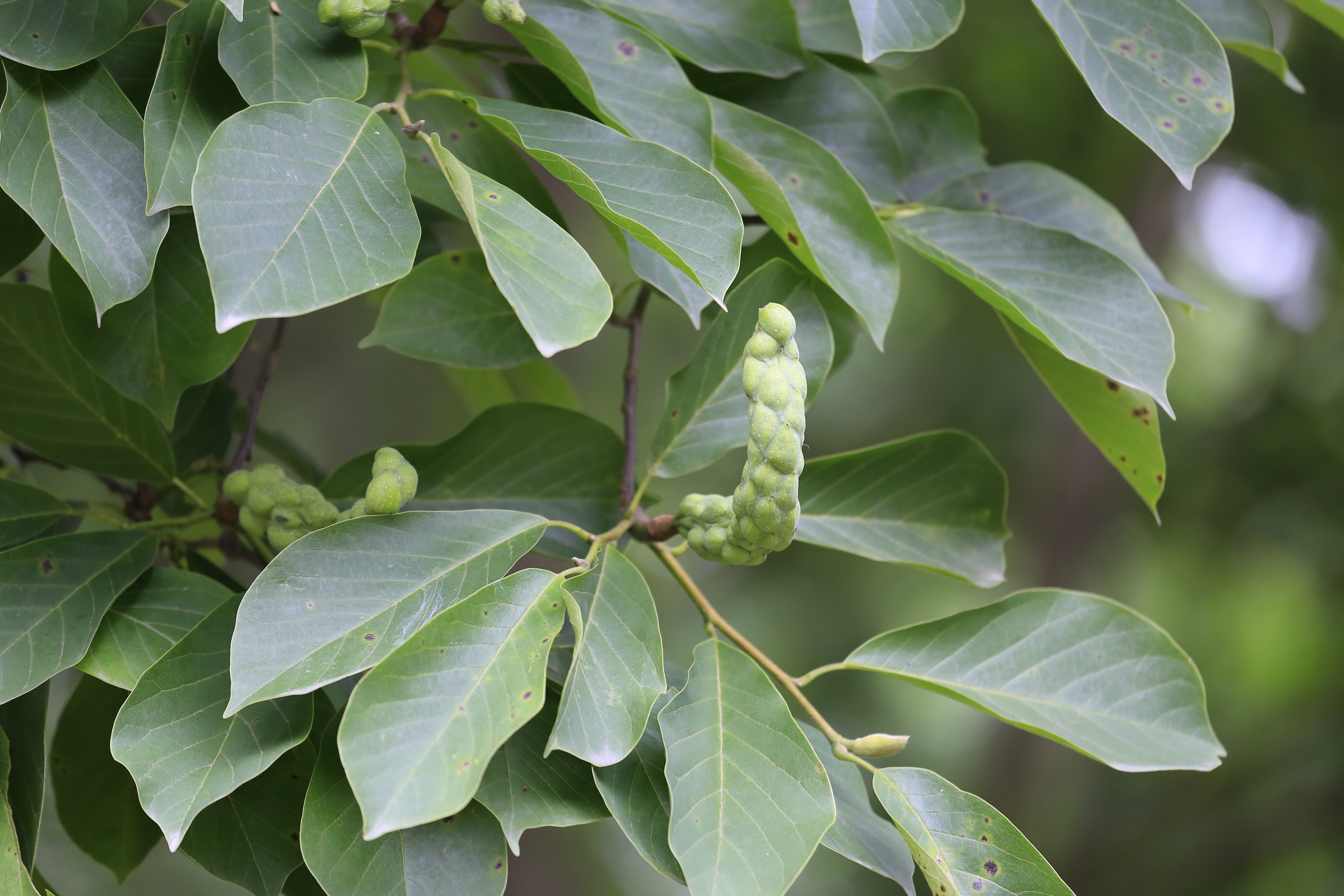
葉と若い果実
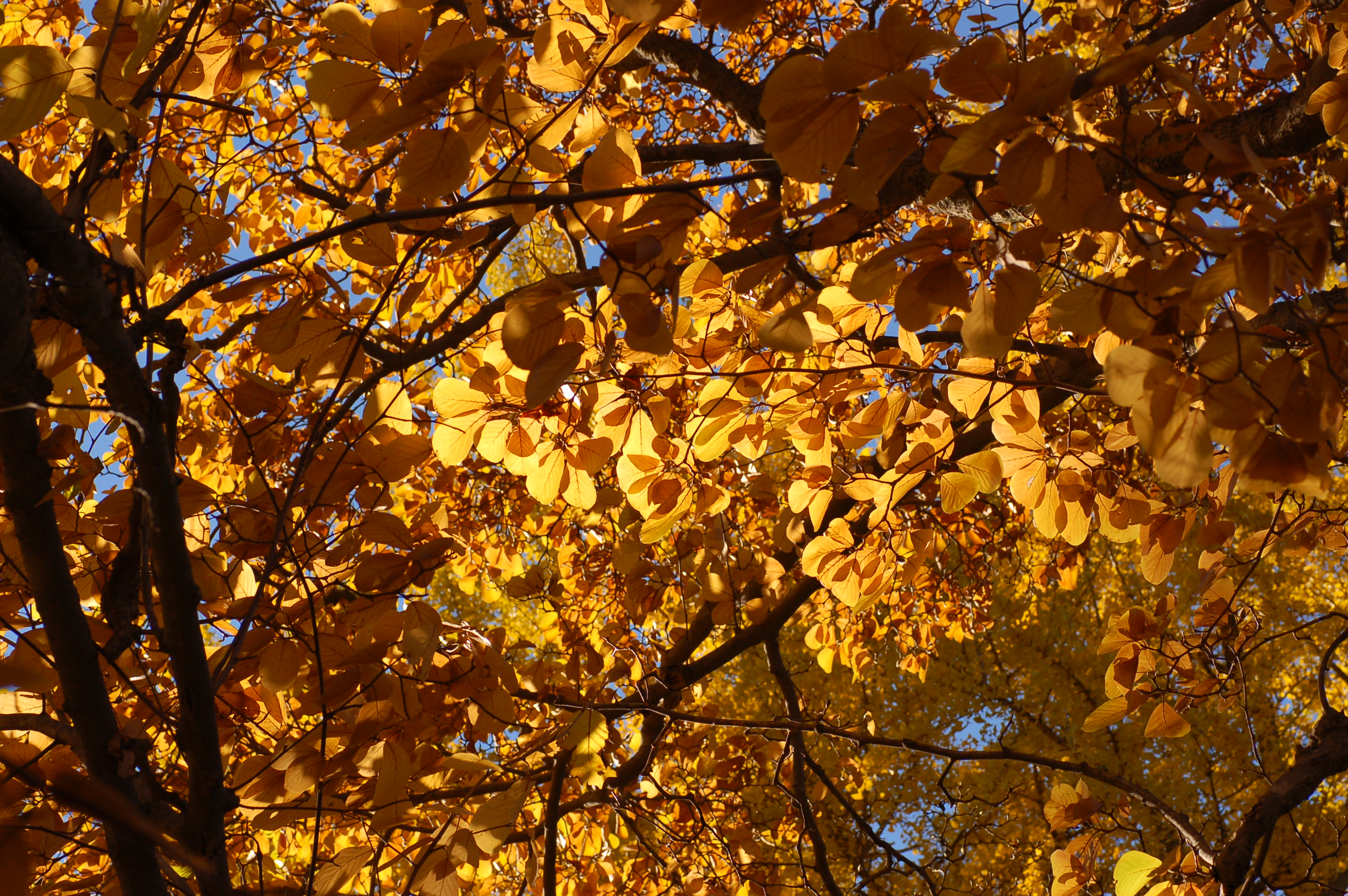
黄葉
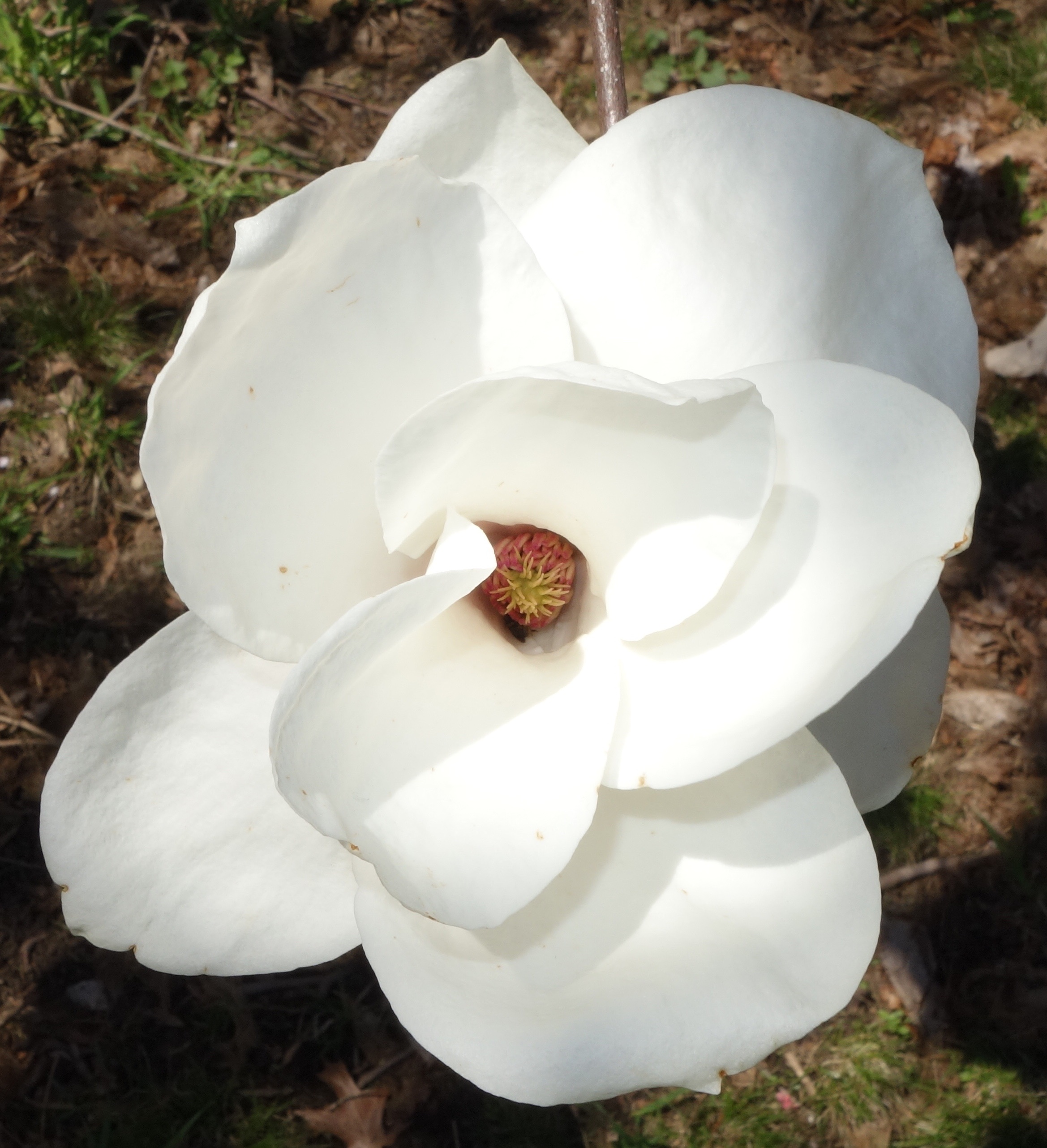
花
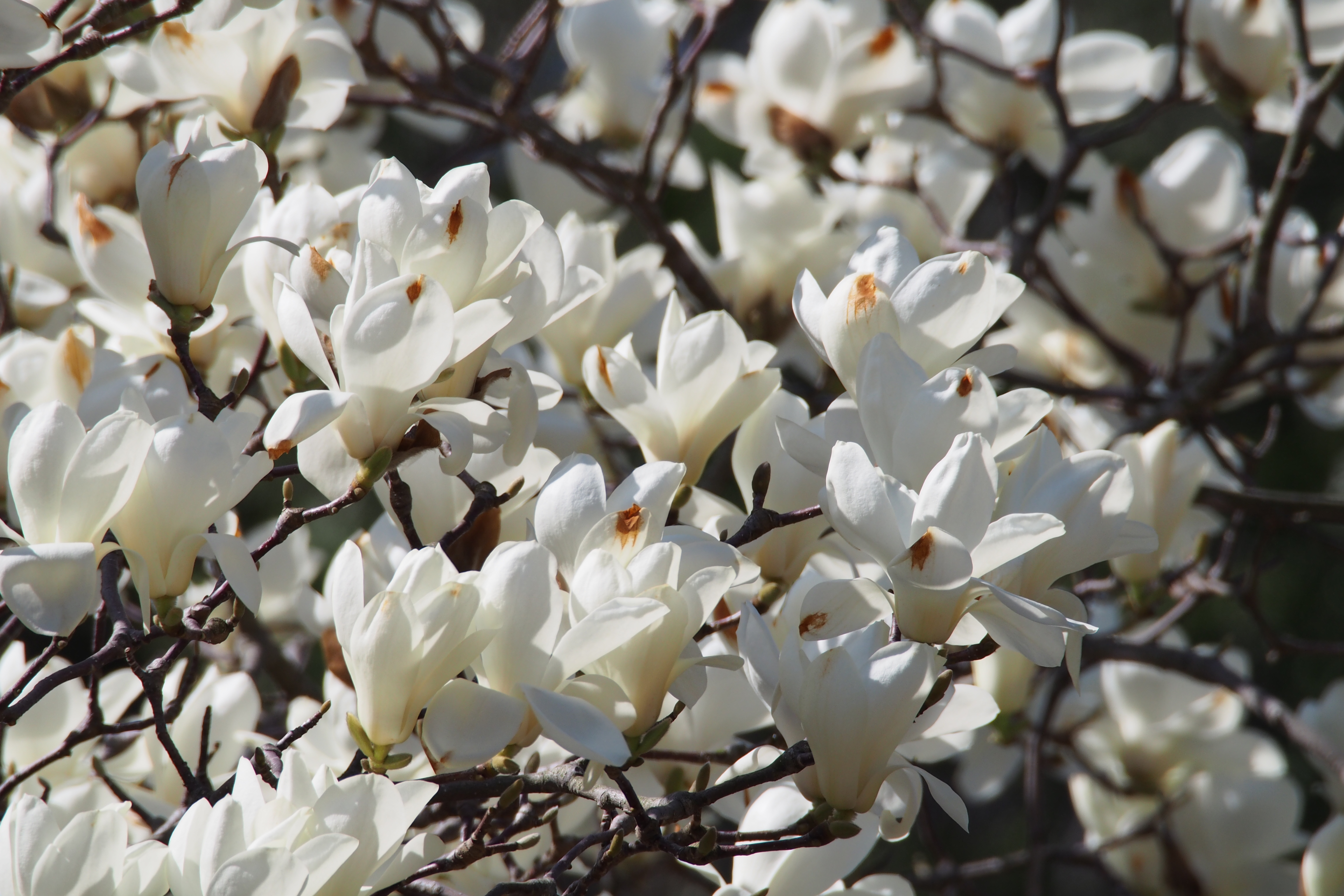
花
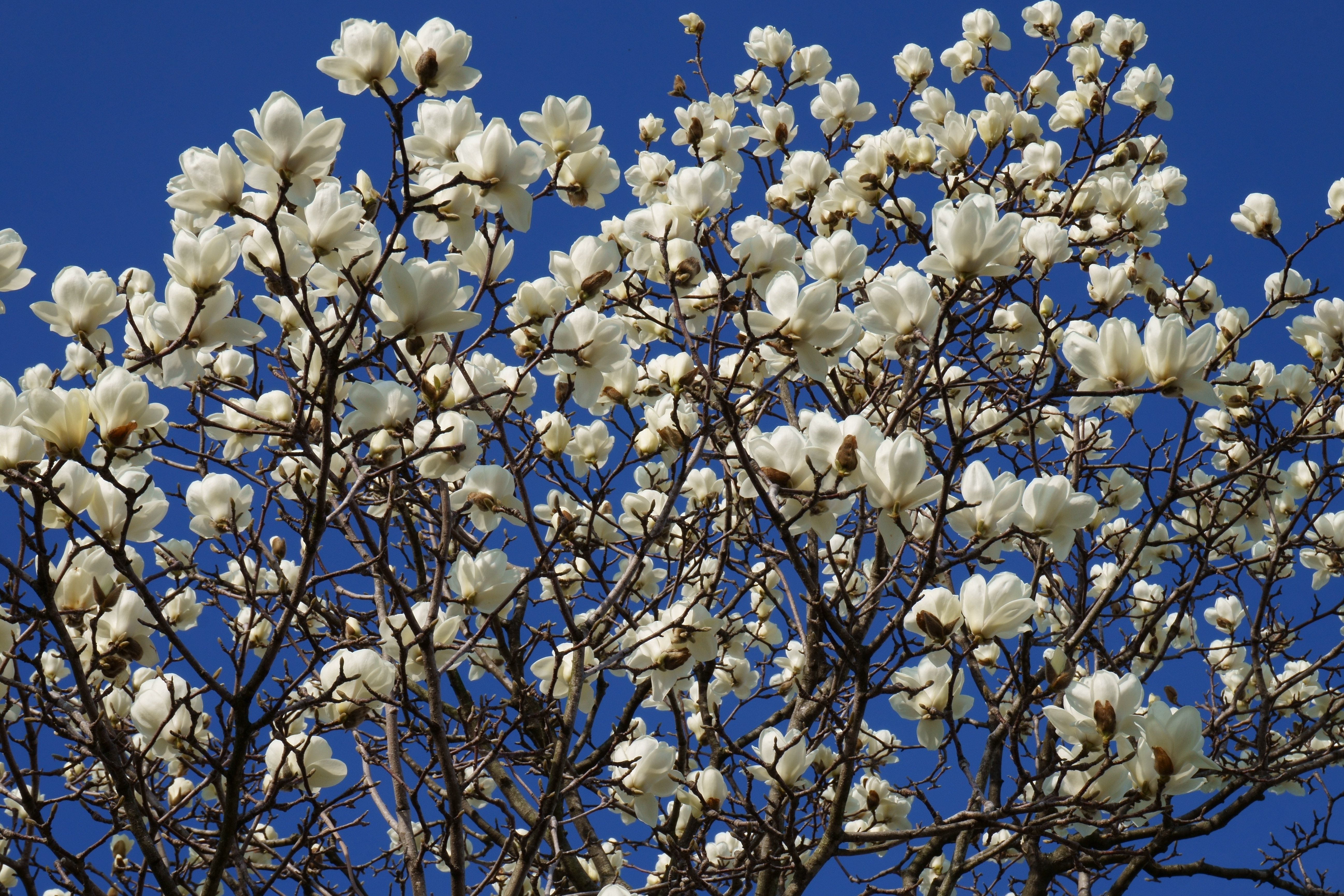
花
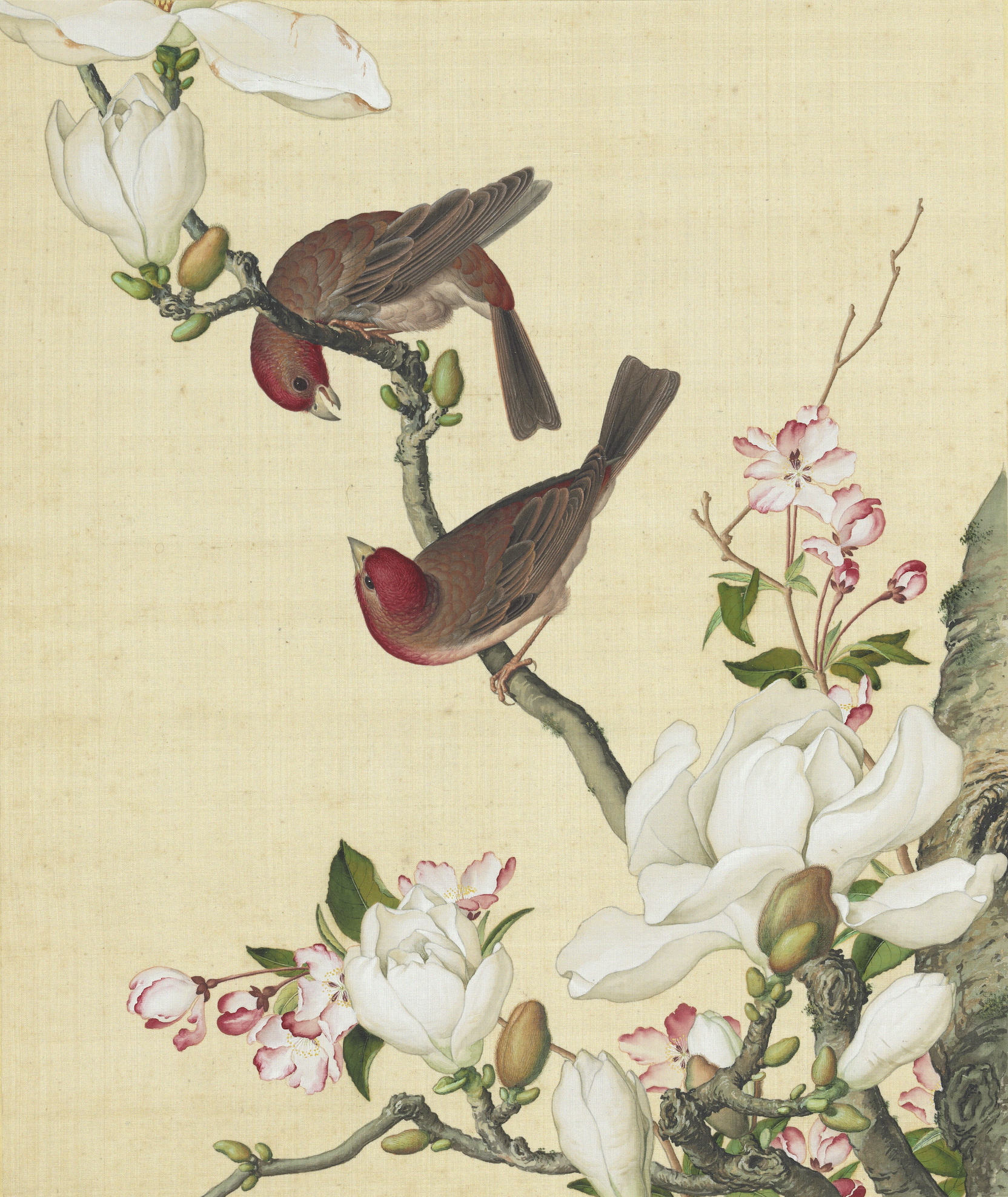
郎世寧『仙萼長春』